# Il'dar Achmerov
Il'dar Ferdinandovič Achmerov (in russo Ильдар Фердинандович Ахмеров?; Kazan', 7 agosto 1965) è un ammiraglio russo di etnia tatara, primo vice comandante e capo di stato maggiore della flotta del Mar Nero dal 2024.

## Biografia
Achmerov è nato nel 7 agosto 1965 a Kazan', capitale dell'allora RSSA Tatara.

### Carriera militare
Nel 1982 è entrato alla facoltà di Ingegneria radiofonica della Scuola superiore navale del Pacifico S.O. Makarov. Diplomatosi nel 1987, è stato assegnato alla nave di pattuglia della Flotta del Baltico Storoževoj come comandante di un gruppo da combattimento. Nel 1994 è stato trasferito al cacciatorpediniere Admiral Tribuc come comandante del reparto genio radio. Rimosso dall'incarico nel 1997, Achmerov è stato nominato assistente anziano del comandante del cacciatorpediniere Admiral Panteleev. Nel 2001 è stato congedato e mandato a studiare presso l'Accademia navale N.G. Kuznecov, frequentandola per due anni.
Nel 2003 ha ottenuto il suo primo incarico di comando, diventando il comandante dell'incrociatore Admiral Vinograd per poi essere trasferito nel 2008 alla 44ª Brigata navale antisommergibile come capo di stato maggiore e, nel 2011, comandante. Successivamente nel 2012 è stato nominato vice comandante della Flottiglia interforze del Litorale. Nello stesso anno ha frequentato l'Accademia militare dello stato maggiore russo.
Diplomatosi nel 2013, Achmerov è stato nominato capo di stato maggiore della Flottiglia del Caspio venendo in seguito promosso a comandante nel 2014.

#### Guerra russo-ucraina
Nel 2023 è stato nominato vice comandante della Flotta del Mar Nero e, con la promozione di Sergej Pinčuk a comandante di flotta, nel 2024 è stato elevato a primo comandante e capo di stato maggiore.
Il 9 dicembre 2024 è stato promosso a viceammiraglio. Il 2 luglio 2025 sono circolate notizie secondo cui Achmerov sarebbe stato ucciso in seguito ad un attacco missilistico ucraino contro la Crimea.